# Doleschalla solomonensis
Doleschalla solomonensis là một loài ruồi trong họ Tachinidae.